# 페이탈 서스펙트
《페이탈 서스펙트》(영어: Deceiver, 영국 제목 영어: Liar)는 미국에서 제작된 조너스 페이트와 조시 페이트 감독의 1997년 미스터리 영화이다. 팀 로스, 크리스 펜, 엘런 버스틴, 러네이 젤위거, 마이클 루커, 로재나 아켓 등이 출연하였고, 피터 글래처 등이 제작에 참여하였다.

## 줄거리
섬유 회사 후계자 제임스는 몸이 둘로 분절된 채 여행 가방 안에서 발견된 매춘부 엘리자베스를 살해한 혐의로 케너소와 브랙스턴 형사로부터 조사를 받는다. 뇌전증과 기억력 감퇴를 앓는 제임스는 거짓말을 밥먹듯이 하고 폭력 행위를 저지르는 경향이 있다. 제임스는 뒷조사를 통해 케너소가 바람을 피운 아내에게 복수하기 위해 엘리자베스와 관계를 가진 적이 있고, 브랙스턴은 마권업자 무크에게 2만 달러 도박빚을 졌다는 걸 알게 된다. 

## 출연진
- 팀 로스 - 제임스 월터 웨일런드 역
- 크리스 펜 - 필립 브랙스턴 형사 역
- 엘런 버스틴 - "무크" 역
- 러네이 젤위거 - 엘리자베스 로프터스 역
- 마이클 루커 - 에드워드 케너소 형사 역
- 로재나 아켓 - 케너소 부인 역
- 마이클 파크스 - 배니어드 박사 역
- 마크 데이먼 - 웨일런드의 아버지 역

## 기타 제작진
- 공동 제작: 돈 윈스턴
- 배역: 로럴 스미스